# Moniliformis convolutus
Espèce
Moniliformis convolutus est une espèce d'acanthocéphales de la famille des Moniliformidae. C'est un parasite digestif d'une chauve-souris vampire du Brésil.